# Kosmos 869
Kosmos 896 (ros. Космос-896) – bezzałogowy lot kosmiczny w ramach programu Sojuz. Rozwój wojskowego modelu Sojuza 7K-S został wstrzymany po czwartym nieudanym starcie rakiety N1, ale trzy zbudowane egzemplarze zostały wystrzelone w celu przetestowania technologii. Kosmos 896 był ostatnią z tych misji. Statek nadawał sygnały tylko na częstotliwościach 20,008 MHz i 166 MHz, innych niż zwykle używane w programie Sojuz. Misja trwała 18 dni, zakończyła się lądowaniem 17 grudnia 1976.